# Fallas del Pirineo
Las fallas del Pirineo es una tradición festiva que se celebra en varios lugares de las comarcas de los Pirineos. Son Patrimonio cultural inmaterial de la Humanidad según la Unesco.
Una falla es un tronco o tea encendida, un sinónimo de antorcha. Se trata de un tipo de marcha por el bosque en la que los falleros, jóvenes solteros, desde lugares altos del territorio, marchan con grandes troncos encendidos, es anterior a la práctica de las hogueras y es común en diferentes poblaciones de los Pirineos. Actualmente no obstante, las fallas acaban en una hoguera.
Están documentadas desde el siglo XI. Realmente, la revista Sapiens expone que es el término "faro", "forro", "haro" u "horo", refiriéndose a enclaves elevados en la montaña visibles desde las poblaciones y que se utilizaban como sistema de comunicación, el que está documentado desde el siglo XI y no la fiesta en sí, mucho más actual.
Se celebran alrededor del solsticio de verano, que coincide más o menos con la fiesta de San Juan (24 de junio).

## Lugares de los Pirineos donde se celebran las fiestas de las fallas
En la candidatura presentada ante la Unesco, se recogían 63 localidades del Pirineo en las que se celebra esta tradición: 34 francesas, 3 andorranas y 26 españolas (17 catalanas y 9 aragonesas). Como ejemplo, las siguientes:
- Baixada de falles en la Alta Ribagorza
- Córrer falles en el Valle de Bohí. La primera bajada es en la localidad de Durro, con la fiesta de San Quirico. La noche de San Juan se bajan las fallas de Senet, Vilaller, Pont de Suert, Barruera y Bohí. A primeros del mes de julio se celebran fallas en Erill la Vall y se acaba con la bajada de fallas de Tahull, a mediados de julio.
- Fallas de Isil en la localidad de Isil, en el Valle de Aneu, así como en Alins (Vall Ferrera), pertenecientes a la comarca del Pallars Sobirá.Fallas de Alins 2016

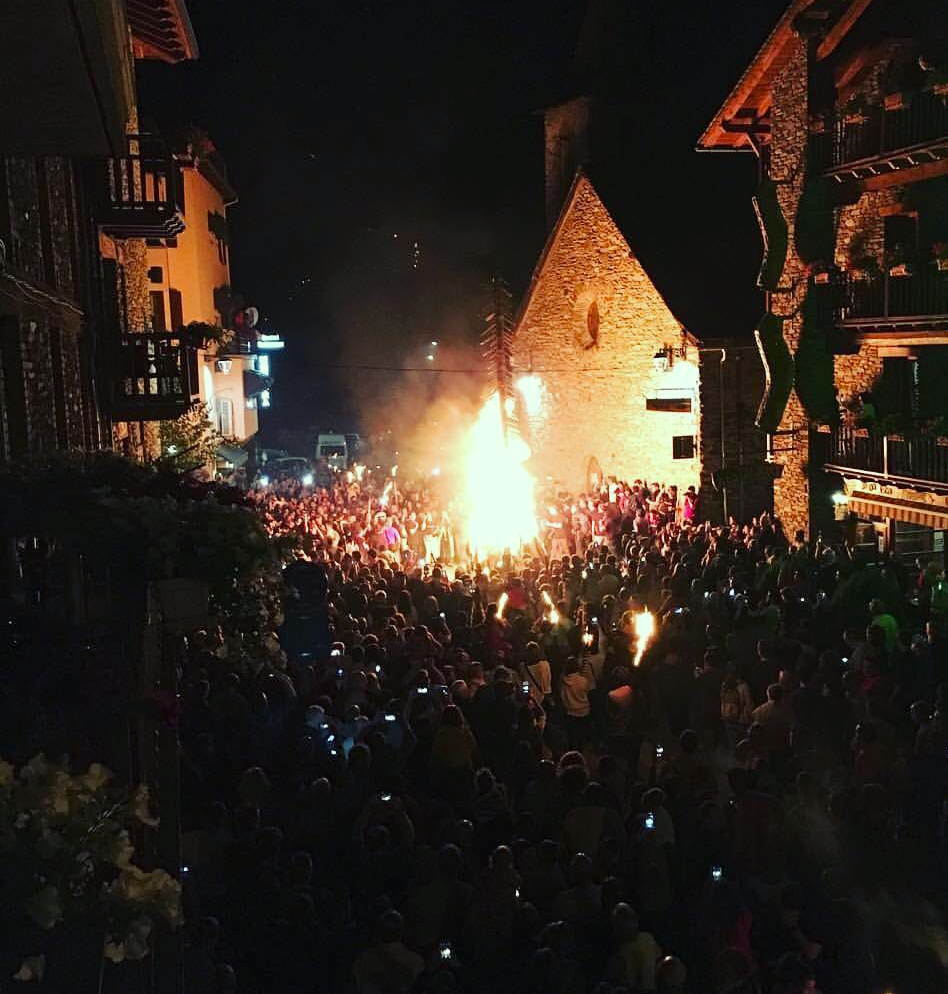
Fallas de Alins 2016

- En Andorra, donde las fallas se hacen con la corteza del abedul, también se ha recuperado la fiesta y las bajadas de fallas, ruedas de fuego y falleros por las montañas.